# 董宪
董憲（？—30年），徐州東海郡人，新朝、东汉時代武将。新末後漢初群雄之一，以東海郡根据地，後依附于自称梁天子的劉永、劉紆父子。

## 生平
初为赤眉軍別部校尉，率軍数万人在梁郡活動。地皇3年（22年）冬，新朝更始将軍廉丹、太師王匡率軍来討伐赤眉軍，成昌（東平郡）之战，董憲擊破新军，廉丹战死 。
其後，董憲脱離樊崇率领的赤眉，在東海郡割据。不久，接受梁王劉永的統治，担任翼漢大将軍。建武3年（27年）2月，梁天子劉永封他为海西王。
同年秋、漢軍攻梁，劉永战死，子梁王劉紆继位，董憲成为梁軍重鎮。建武4年（28年）7月、董憲部将賁休献上蘭陵（東海郡）降東漢軍，董憲率兵欲奪回蘭陵，包围蘭陵城。漢軍由虎牙大将軍蓋延、平狄将軍龐萌率领援救賁休，董憲把他们擊退，蘭陵陷落。建武5年（29年）3月，龐萌反漢，归順董憲。
不久，漢光武帝親征討伐董憲的梁軍。同年6月，董憲以蘇茂、龐萌包围桃城（東平郡），光武帝擊破之。7月，光武帝進軍昌慮（東海郡），董憲大敗。8月，在漢大司馬吴漢猛攻下敗退，逃到当时劉紆守卫的郯（東海郡）。郯城被攻克，劉紆被殺，董憲、龐萌一起逃到朐（東海郡）。
建武6年（30年），董憲、龐萌秘密离开朐，计划奪取贛榆（東海郡），琅邪太守陳俊察知迎擊，董憲、龐萌逃至泽中。同年2月吴漢攻克朐，俘虏董憲的妻子。董憲知道后向部下痛哭謝罪，与龐萌决定降漢，但被吴漢属下校尉韓湛斬杀。董憲和龐萌首級被送至洛陽。